# Station Montpellier-Sud-de-France
Station Montpellier-Sud-de-France is een station gelegen ten zuidoosten van Montpellier aan de hogesnelheidslijn Avignon-Narbonne-Perpignan. Op deze lijn rijden treinen van de labels TGV inOui en Ouigo met bestemmingen Lyon, Parijs en Perpignan. Minder frequent rijden treinen naar Rijsel (Lille) en Brussel. NB: dit station wordt niet aangedaan door andere dan hogesnelheidstreinen; deze halteren op Station Montpellier-Saint-Roch. 
Het station heeft parkeerplaatsen voor kort en lang parkeren, kaartautomaten, en tram- en busverbindingen met het centrum van Montpellier.